# كاميلا غراي (كاتبة)
كاميلا غراي (بالإنجليزية: Camilla Gray)‏ هي مؤرخة وكاتِبة بريطانية، ولدت في 17 مايو 1936 في لندن في المملكة المتحدة، وتوفيت في 17 ديسمبر 1971 في سوخومي في جورجيا بسبب التهاب كبدي.